# De Lansalut
De Lansalut war ein französischer Hersteller von Automobilen.

## Unternehmensgeschichte
Das Unternehmen aus Paris begann 1899 mit der Produktion von Automobilen. Der Markenname lautete De Lansalut. Im gleichen Jahr endete die Produktion.

## Fahrzeuge
Im Angebot stand nur ein Modell. Dies war eine Voiturette. Das Fahrzeug bot Platz für zwei Personen. Für den Antrieb sorgte ein luftgekühlter Einzylindermotor mit 2,5 PS Leistung, der um 45 Grad geneigt eingebaut war. Die Motorleistung wurde mittels Riemen an die Antriebsachse übertragen.